# DAF YA-126
O DAF YA-126 é um veículo militar neerlandês, produzido entre 1952 e 1960 pela DAF. Possuía um motor Hércules, a gasolina de seis cilindros e uma caixa de quatro velocidades. É um veículo robusto com uma capacidade de carga adequada para artilharia leve e para outras cargas de um determinado peso. Possui capacidade para transportar oito soldados completamente equipados, mas pode ser utilizado para mais funções díspares. Tem quatro rodas motrizes e dois pneus sobresselantes, que parecem torná-lo um 6x6. Os principais variantes são um carro móvel, uma ambulância e um veículo de comando e comunicações.